# Monophlebidus indicus
Monophlebidus indicus är en insektsart som beskrevs av Morrison 1927. Monophlebidus indicus ingår i släktet Monophlebidus och familjen pärlsköldlöss. Inga underarter finns listade i Catalogue of Life.